# Спортивный костюм

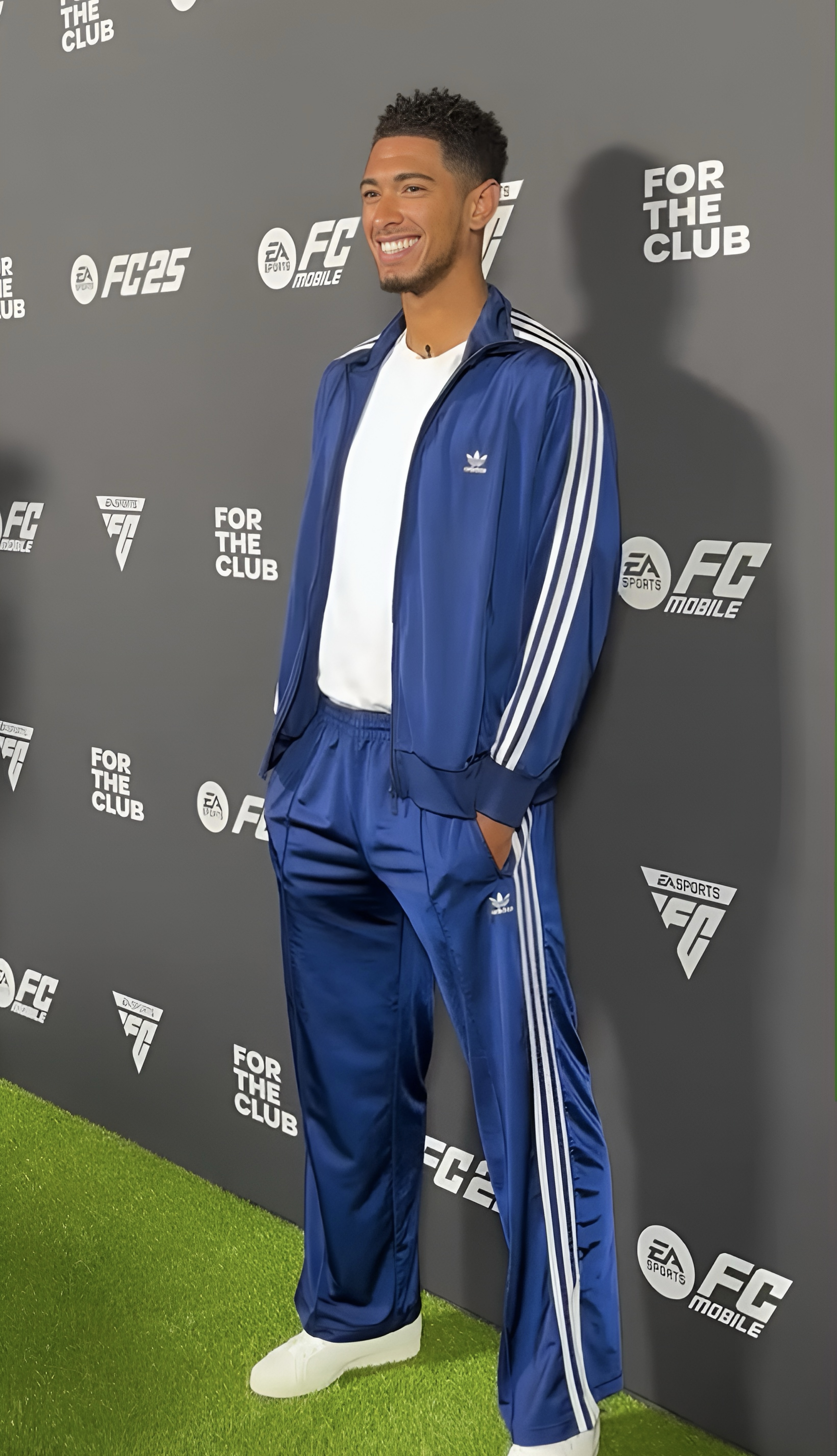
Английский футболист Джуд Беллингем в спортивном костюме на мероприятии EA Sports в 2024 году.

спортивный костюм (тренировочный костюм) — это предмет одежды, состоящий из двух частей: брюк и куртки, обычно с передней застёжкой-молнией. Также известный как sweatsuit или trackies, он предназначен для того, чтобы сохранять тепло во время и после занятий спортом. Изначально он создавался для использования в спорте — в основном спортсменами, чтобы надевать поверх соревновательной формы (например, беговой футболки и шорт или купальника) и снимать перед соревнованием. В современности спортивный костюм широко используется и в других ситуациях, особенно в стиле athleisure. Кроме того, он стал одним из первых изделий спортивной одежды, в которых применялись синтетические волокна.
Большинство спортивных костюмов имеют сетчатую подкладку, благодаря которой их можно носить без нижнего белья. Это похоже на купальник. Многие надевают его для занятий физическими упражнениями. Сауна-костюм — это специализированная разновидность спортивного костюма, выполненная из водонепроницаемой ткани, например покрытого нейлона или ПВХ, и предназначенная для интенсивного потоотделения. Су́на-костюмы в основном используются для временного похудения.